# 长身高原鳅
长身高原鳅（学名：Triplophysa tenuis）为輻鰭魚綱鯉形目條鳅科高原鳅属的鱼类，俗名粒唇黑斑条鳅，是中国的特有物种。分布于新疆南部的博斯腾湖和塔里木河水系、甘肃河西走廊的疏勒河和弱水等，體長可達17公分，棲息於溪流，湖與水池的迴流水沙的之上或泥底部。该物种的模式产地在阿克苏和英吉沙。

## 扩展阅读
維基物種上的相關：长身高原鳅